# エクササイズチャンネルTV
エクササイズチャンネルTV（EXERCISE CHANNEL TV）は、Stickam JAPAN!で毎週火曜日に配信されているインターネットテレビ番組である。
パーソナリティはバッキーMショーマ。

## 概要
インターネットテレビ放送局「Stickam JAPAN!」で毎週火曜日23時 - 24時、広尾サテライトスタジオ（東京都渋谷区）より健康、フィットネス、エンターテイメント、エクササイズを中心に、情報を配信している番組。

## コーナー
- Backy'sフィットネスニュース
- 3分蒸し野菜クッキングのコーナー
- ダンスdeエクササイズ/ストレッチdeエクササイズ
- ワンワンエクササイズ
- エクササイズ＆ツボ押し＆ストレッチワンポイントレクチャー
- 人気スポット巡りde突撃！
- 今回のゲストトークコーナー
- エクチャンベータ＠チャットde食事会/ネットde飲み会
- フィンガーダンスであそぼう

## 過去出演ゲスト
- 谷みずせ（元宝塚歌劇団/雪組）
- 斉木のか
- 徳光正行（佐藤企画）
- 霧花（スタイリスト）
- 大野靖之
- KARIYA
- BARBIE JAPAN（Bacchanal 45records）
- 烈火斬（EXERCISE DELI）
- irisbijou
- OCEAN LANE（Handicraft Recordings）
- JANEL（avex）
- anje（avex）
- Zeppoline
- Kara-fitz
- 高橋淳（振付家）
- TABOW（振付師）
- 桑江よしえ（フィットネスユニバース全日本チャンピオン）
- 田渕卓也（A&Rプロデューサー）
- 堀口マモル（写真家）
- 岡本恒之（建築家）
- 佐久間和男（マイ箸運営基金顧問）
- 田島和江（トライウェルインターナショナル代表取締役）
- アントニオ小猪木（西口プロレス）
- K.E.N-DIGIT
- こみかるみっちゃん